# Arthur Eysoldt
Friedrich Arthur Eysoldt (* 1. August 1832 in Pirna, Königreich Sachsen; † 8. März 1907 in Laubegast bei Dresden) war ein deutscher Jurist und liberaler Politiker (Deutsche Fortschrittspartei, Deutsche Freisinnige Partei). Er war Abgeordneter des Reichstags sowie des Sächsischen Landtags.

## Leben und Wirken
Der Sohn des Pirnaer Kaufmanns Friedrich August Eysoldt (1803–1877) erhielt seine erste schulische Bildung an der 1. Bürgerschule von Pirna und durch einen Hauslehrer. Anschließend besuchte er von 1846 bis 1852 die Fürstenschule St. Afra in Meißen. Nach einem Studium der Natur- und Rechtswissenschaften an der Universität Leipzig war er ab 1855 als Rechtskandidat bei dem Advokaten Orb in Leipzig und Königstein tätig. 1861 erhielt er die Zulassung als Rechtsanwalt in Königstein und erwarb im folgenden Jahr das Bürgerrecht in Pirna, wo er als Rechtsanwalt, Notar und Redakteur der Tageszeitung Pirnaer Anzeiger arbeitete. Von 1863 bis 1872 war Stadtverordneter von Pirna und ab 1867 Vorsteher des dortigen Gewerbevereins. 1868 übernahm er das Amt des Sekretärs des Komitees für Erbauung einer direkten Eisenbahn von Pirna ins Karbitz-Duxer Kohlebecken.
In einer Nachwahl im 8. sächsischen Wahlkreis wurde er im März 1869 Nachfolger des aus dem Reichstag des Norddeutschen Bunds ausgeschiedenen Hermann Schreck. In der Folge gehörte er bis 1887 als Vertreter des 8. sächsischen Wahlkreises auch dem Reichstag des Deutschen Kaiserreichs an, wo er zeitweise das Amt des Schriftführers bekleidete. Er war Mitglied der Kommission zur Vorbereitung des Reichsstrafgesetzbuchs. Von 1873 bis 1879 vertrat er zusätzlich den 12. städtischen Wahlkreis in der II. Kammer des Sächsischen Landtags. 1880 siedelte er nach Dresden über, wo er als Rechtsanwalt die Zulassung am Oberlandesgericht erhielt. Nach dem Tod seines Parteifreunds Franz Jacob Wigard war er seit Mitte der 1880er-Jahre Vorsitzender des Deutschen Freisinnigen Vereins zu Dresden sowie des Landesvereins der Deutschen Freisinnigen Partei für das Königreich Sachsen.
Eysoldt war von 1867 bis zu ihrer Scheidung 1877 mit Wilhelmine Bertha geb. Richter (1846–1934) verheiratet. Ihre Tochter Anna Eysoldt (1868–1913) studierte in Zürich von 1887 bis 1891 Medizin und gehörte zum Studentinnenkreis um Ricarda Huch. Die jüngere Tochter Gertrud Eysoldt (1870–1955) war eine bekannte Schauspielerin und Regisseurin. 1878 ging er eine zweite Ehe mit Agnes Franziska geb. Staude (ca. 1851–1915) ein.